# Armadale (Skye)
Armadale (gaelsky Armadal) je malá vesnice na poloostrově Sleat v nejjižnější části ostrova Skye ve Skotsku. Nachází se zde významný přístav, mezi nimž a Mallaigem na protilehlém břehu průlivu je zajišťováno pravidelné spojení trajekty.

## Poloha přístavu
Přístav Armadale leží v jihovýchodní části poloostrova Sleat, na úpatí vyvýšenin Cnoc Armadail (178 m n. m.) a Cnoc an Sgumain se svahy, pokrytými rašeliništi s četnými potoky a prameny. Nejbližší větší obcí je Ardvasar (ve skotské gaelštině Àird a’ Bhàsair), který se rozkládá cca 0,5 km jižně od Armadalu.

## Skotská gaelština
V opačném směru, asi 3 km po pobřežní silnici A851, vedoucí směrem na sever do Broadfordu v centrální části ostrova a poté až do Portree, se nachází významné vzdělávací zařízení Sabhal Mòr Ostaig. Jedná se o vyšší odbornou školu typu akademie (college), která je součástí skotské University of Highlands and Islands a která je jako národní centrum zaměřena na studium gaelského jazyka a kultury.

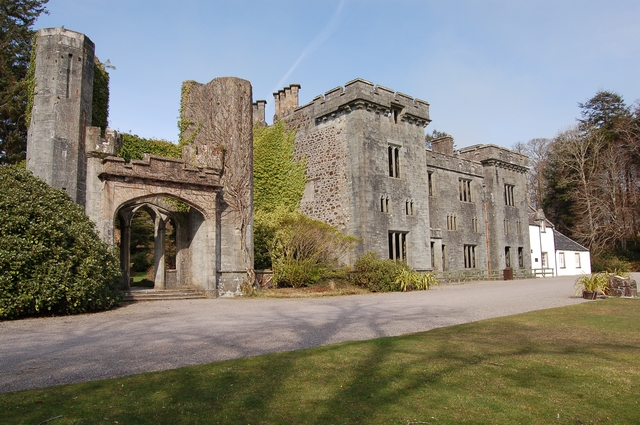
Někdejší sídlo klanu MacDonaldů

Místo pro tuto vzdělávací instituci nebylo zvoleno náhodně – po poloostrově Trotternish na severu Skye je poloostrov Sleat hned na druhém místě pokud jde o oblasti, kde je nejvíce rozšířeno aktivní užívání skotské gaelštiny.

## Zámek Armadale
Necelý jeden kilometr vzdušnou čarou od přístavu se uprostřed rozlehlých zahrad nachází armadalský zámek (Armadale Castle), někdejší rodové sídlo klanu MacDonaldů. Toto venkovské sídlo bylo vybudováno v roce 1790 a stavebně bylo upraveno v letech 1815 a 1855. Poté, co v roce 1925 rodina MacDonaldů zámek opustila, sídlo se postupně proměnilo v ruiny. Později zde vlastníci území zřídili návštěvnické centrum (Clan Donald Visitor Centre), které je spolu se zahradami a Muzeem ostrovů (Museum of the Isles) otevřené veřejnosti. (Vstup je zpoplatněn).